# Flucht in die Finsternis
Flucht in die Finsternis ist der Titel einer 1931 veröffentlichten Novelle von Arthur Schnitzler. Erzählt wird die Psychose des Ministerialbeamten Robert, der seinen Bruder Otto im Verfolgungswahn ermordet, weil er ihn für wahnsinnig hält und sich von ihm bedroht fühlt. Nach der Tat flieht er ins Gebirge und stürzt in den Tod.

## Inhalt

### Vorgeschichte
Die Vorgeschichte erfährt man bruchstückhaft aus Roberts in personaler Form aus seiner Perspektive berichteten, teils widersprüchlichen und von Erinnerungslücken fragmentierten Angaben: Er wird „sein Leben lang […] von allerlei Zwangsvorstellungen und schlimmerem Wahn gequält“ und empfindet offenbar als Kind das Verhältnis zu seinem älteren gesundheitlich stabilen Bruder als ambivalent: Seit „frühester Kindheit schon, dieses Ineinanderspiel von Verstehen und Mißverstehen, von brüderlicher Zärtlichkeit und Fremdheit, von Liebe und Haß“. Er schätzt sich ihm gegenüber von Jugend an „als einen Menschen von geringerem Wert“ ein und das Verhältnis zu dem Bruder „nicht nur für sich als den besten und reinsten Gewinn seines Daseins, sondern auch im allgemeineren Sinne als das einzige von natürlich gesicherter Beständigkeit“. Im Alter von ca. 23 Jahren erlebt der Protagonist, wie der mit ihm befreundete Kavallerieoffizier Höhnburg „unheilbarem Wahnsinn ver[fällt]“ und nach einem Tobsuchtsanfall in eine Anstalt eingeliefert wird. Darauf insistiert er bei seinem Bruder, ihm schriftlich zu versichern, dass dieser mit seinen ärztlichen Möglichkeiten sein Leben beenden werde, sobald er auch nur „die Vorzeichen einer Geisteskrankheit an ihm entdeckte“, um ihn vor einem ähnlichen Schicksal zu bewahren. Zu Ottos rechtlicher Absicherung gibt er ihm schriftlich seine Willenserklärung. Während sein Bruder ein engagierter, erfolgreicher Arzt ist, mit seiner Frau Marianne und ihren beiden Söhnen ein schönes Familienleben führt und zur Handlungszeit zum außerordentlichen Professor ernannt wird, bearbeitet Robert als Sektionsrat im Kultusministerium zumeist eher desinteressiert Statistiken über das niederösterreichische Volksschulwesen. Im Vergleich erscheint ihm „seine eigene Existenz […] ohne rechte Würde und ohne tieferen Sinn“.
Über seine privaten Beziehungen und Liebesverhältnisse gibt es nur Andeutungen: Oft ist er rasend eifersüchtig und hasserfüllt und empfindet in zwischenmenschlichen Beziehungen „das unheimliche Auf und Nieder seiner Empfindungen, die demselben Menschen gegenüber von opferbereiter Zärtlichkeit und verzehrender Leidenschaft bis zu Abneigung, Widerwillen, Grimm, Wut und Todeswünschen zu schwanken ver[mögen]“. Als er ca. 33 Jahre alt ist, stirbt seine Frau Brigitte nach dreijähriger Ehe. Später unternimmt er mit seiner Geliebten Alberta, die von seiner Schwägerin bereits als seine zukünftige Frau betrachtet wird, Reisen und trennt sich von ihr bei einem Aufenthalt am Vierwaldstättersee, nachdem sie ihm vom Heiratsantrag eines Amerikaners erzählt hat. Nach einem Nervenzusammenbruch und Gedächtnisverlust wird der Sektionsrat im Frühjahr beurlaubt und erholt sich auf Reisen.

### Rückkehr nach Wien
Zu Beginn des Romans kehrt der 43-Jährige im Spätoktober von einem sechsmonatigen Kururlaub auf einer südlichen Insel nach Wien zurück. Hat er noch bei Abreise das Gefühl, „als wäre der Moment, den er eben durchlebt[-], in Wirklichkeit längst vergangen und er selbst […] ein verschwimmendes Bild seiner eigenen Erinnerung“, so spürt er bei der Ankunft eine „sonderbare Bangigkeit, als fahre er einer bedeutungsvollen, ernsten Entscheidung entgegen“ und fürchtet, dass „nun nach manchen guten und freien Stimmungen der letzten Monate jenes Unbegreifliche, kaum in Gedanken, nimmer in Worte zu Fassende über ihn herein[bricht], das dunkel und drohend noch Schlimmeres anzumelden sch[eint]?“
Da er vor seinen Reisen seine Wohnung gekündigt hat, mietet er in einem Gasthof ein Zimmer, in dem vor ca. zwanzig Jahren sein Freund Höhnburg sich mit seiner Geliebten getroffen hat.
Nach einem Besuch bei der Familie seines Bruders Otto und einem nächtlichen Abenteuer mit einer verarmten Klavierlehrerin, das er mit einem Abendessen bezahlt (Kap. V), setzt er seine Erholung in Semmering fort und befreundet sich dort mit Paula Rolf, die er flüchtig aus der Wiener Gesellschaft und von seinem Insel-Urlaub her kennt (Kap. VII).

### Rekonstruktion der Vergangenheit
Während seiner Wanderungen und nachts in Träumen tauchen, wie auf der Insel im Süden, Erinnerungsfragmente auf und er ist sich unsicher über sein Verhalten, Frauen gegenüber, weil er oft rasend eifersüchtig und hasserfüllt war. Er spürt, „daß eine törichte Angst immer noch auf dem Grunde seiner Seele lauert[-] […] als könnte der düstere Wahn, der ihn selbst verlassen, unabhängig von ihm, wie ein frei gewordener böser Geist, in anderen Menschen sein gefährliches Wesen weitertreiben.“ Er denkt an sein letztes Gespräch mit seiner Geliebten Alberta auf einem einsamen Waldweg, nachdem sie ihm von dem Heiratsantrag eines Amerikaners erzählt hat, worauf eine „unfaßbare Lücke seines Gedächtnisses“ ihm den weiteren Verlauf bis zu seiner Abreise am Morgen ausblendet. Robert ist in seiner Psychose so verunsichert, dass er für sich emotional nicht garantieren kann, obwohl er dies rational verneint. Er fürchtet sogar, dass er seine Frau Brigitte vergiftet haben könnte, weil er unter ihrem handwerklich einfachen Klavierspiel und unter ihrer „rührende[n] Anhänglichkeit“ gelitten und sich in seiner „aufflammende[n] Begier nach anderen Frauen“ und der Verlockung nach immer neuen Abenteuern mit „Inbrunst […] nach seinem pflichtlosen Junggesellenleben zurückgesehnt [hat], dessen holde Freiheit er einer zwar milden, aber unentrinnbaren Sklaverei aufgeopfert“ hatte. „[S]ein Dasein [fasst] eine ganze Anzahl solcher völlig ins Dunkel der Vergessenheit gerückter Stunden in sich“ und er weiß nicht, was er in ihnen alles gemacht hat und worin der Unterschied zwischen einem Todeswunsch und einem Mord besteht. Als Folge solcher paranoiden Vorstellungen leidet Robert situativ unter Verfolgungswahn. Plötzlich fühlt er sich auf der Straße oder im Hotel beobachtet, misstraut der vermutlich gespielten Freundlichkeit seiner Kollegen und rechnet damit, verhaftet zu werden.

### Verlobung
Nach der plötzlicher Abreise Paula Rolfs und ihrer Mutter aus familiären Gründen kehrt auch Robert von Semmering nach Wien zurück und meldet sich im Ministerium, wo ihm eine neue Aufgabe zur Umgestaltung des musikalischen Unterrichtswesens übertragen wird, die seinem Interesse entspricht (Kap. IX). Jetzt beginnt für ihn eine gute Zeit weitgehend ohne Zwangsvorstellungen. Gespräche mit seinem Bruder und seinem Freund Leinbach über seelische Störungen beruhigen ihn. Ein Brief Albertas aus Amerika, in dem sie ihm ihre Heirat mit einem deutschen Kaufmann mitteilt, widerlegt seine Wahnvorstellungen. Er trifft alte Freunde, besucht oft die Familie seines Bruders, beschenkt seine Neffen und trifft sich mit Paula Rolf jeden Abend zum Musizieren (Kap. XI). Er spielt Klavier und sie begleitet ihn auf der Violine. Durch das gemeinsame Interesse an Musik kommen sie sich näher, verloben sich, planen ihre Hochzeit im Frühling und suchen eine gemeinsame Wohnung. Doch ab und zu hat er Rückfälle mit unbegründeten Zornausbrüchen, die er sofort bereut.

### Flucht
Im „Dämmer eines frühen Dezembernachmittags“ wechselt seine hoffnungsvolle Stimmung in einen Schwebezustand. „[A]lle, Braut, Bruder und Freunde“ erscheinen ihm „wie Schatten der Vergangenheit; und zugleich [ist] ihm, als müßte auch er jenen allen in dieser Stunde nur als blasses Bild durch die Erinnerung schweben“. Angstzustände und Zwangsvorstellungen kehren zurück und er sieht zunehmend seinen Bruder als Bedrohung (Kap. XIII). Er fühlt sich von Otto beobachtet und fürchtet, dieser suche bei ihm nach Symptomen einer Paranoia. Und er greift eine alte Frage auf, ob sich auch Ärzte irren können: „Können sie nicht selbst irrsinnig werden und einen geistig Gesunden für geisteskrank halten?“. Er meint, Veränderungen an seinem Bruder wahrzunehmen, verbindet sie mit der Sorge der Schwägerin wegen der Überarbeitung ihres Mannes und reflektiert, ob nicht Otto, „der in seiner eigenen Seele die ersten Zeichen einer Verstörung zu erkennen glaubt[-] und davor zurückscheut[-], sie sich einzugestehen, das Unheil in satanischer Weise von sich abzuwenden versucht[-], indem er es in eine andere, seiner Ansicht nach längst dafür vorbestimmte Seele, in die des eigenen Bruders hinüberdeutet[-]“. Jetzt sieht er in seiner Vollmacht eine Gefahr für sich und fordert sie von Otto zurück (Kap. XIV). Dieser wirkt erleichtert über seinen Sinneswandel, übergibt ihm das Dokument schließlich und Robert verbrennt es (Kap. XV). Doch Roberts Misstrauen steigert sich, denn er fürchtet, dass sein wahnsinniger Bruder eine Kopie angefertigt hat und weiterhin an seinem Auftrag festhält, seine Freunde beeinflusst, ihn zu kontrollieren und seine Vergiftung vorbereitet.
Robert gerät in Panik und beschließt mit Paula zu fliehen und irgendwo unterzutauchen (Kap. XVI). Dazu erzählt er ihr Lügengeschichten von der Verfolgung des eifersüchtigen Liebhabers Albertas, der in Wien aufgetaucht sei und ihn bedrohe, und vereinbart mit ihr den Abreisezeitpunkt am Bahnhof. Er nimmt jedoch aus Angst einen früheren Zug und hinterlässt ihr sein Reiseziel: ein Gasthof in einem Gebirgsdorf (Kap. XVII). Anstelle der erwarteten Paula trifft spät in der Nacht Otto ein. Dieser versucht ihn zu besänftigen, doch Robert sieht sich von ihm bedroht. Er kommt zu dem Schluss „Einer von uns beiden muß[-] ins Dunkel“ und erschießt den Bruder. Dann flieht er durch den Schnee in die freie Landschaft hinaus, „stürmt[-] immer fort, immer weiter, nichts in sich als den festen Willen, niemals zur Besinnung zu kommen – durch eine klingende blaue Nacht, die niemals für ihn enden [darf]. Und er [weiß], dass er diesen gleichen Weg schon tausende Male dahingerast und daß es ihm bestimmt [ist], ihn noch tausende Male bis in alle Ewigkeit durch klingende blaue Nächte hinzufliehen.“
Drei Tage später findet man seine Leiche an einem steinigen Abhang. Der Fall wird mit der Diagnose „Verfolgungswahn“ abgeschlossen. Nur Roberts Freund, der Arzt Leinbach, zweifelt daran: Robert habe eine „Ahnung“, d. h. „Gedankenfolgen innerhalb des Unbewußten“ oder die „Logik im Metaphysischen“ von seinem Schicksal gehabt.

## Entstehungsgeschichte
Schnitzler arbeitete über 30 Jahre an seiner Novelle: Notizen zur Thematik findet man bereits in den 1880er Jahren und bis 1909. Im Frühjahr und Sommer 1912 beginnt Schnitzler mit der konkreten Arbeit an der „Novelle von den Brüdern (der Wahnsinnige)“, auch unter den Arbeitstiteln 'Wahnsinnsnovelle', 'Wahnsinn' u. ä. 1916 ändert Schnitzler den Arbeitstitel in „Der Verfolgte“, Ende 1917 in „Wahn“. Vier Fassungen werden von 1913 bis 1917 abgeschlossen, die letzte unter dem Titel Wahn. Erst 1930 vollendet Schnitzler die Novelle und entschließt sich zur Veröffentlichung. Der Erstdruck erscheint im Mai 1931 in der Vossischen Zeitung, im August 1931 auch im Neuen Wiener Tagblatt. Die erste Buchausgabe wird Mitte Oktober 1931 wenige Tage vor Schnitzlers Tod publiziert.
Zwei Tage vor seinem Tod las Schnitzler die erste Besprechung der Novelle und freute sich darüber. Seine Gründe für das lange Zögern, die Novelle zu veröffentlichen, werden in der Literaturwissenschaft diskutiert:
- Farese sieht als eine mögliche Ursache Schnitzlers Bedrückung „in den schrecklichen Jahren des Finis Austriae“, die aus dem Text hintergründig hervorscheine.[26]
- Sprengel[27] und Le Rider[28] weisen auf autobiographische Elemente in der Novelle hin. Vorlage des Bruderkonflikts sei das gespannte Verhältnis zu dem Bruder Julius gewesen.

## Interpretation
Schwerpunkte der literaturwissenschaftlichen Untersuchungen sind neben den formalen Elementen des Novellenaufbaus und der sprachlichen Gestaltung und dem autobiographischen Hintergrund (s. Entstehungsgeschichte) v. a. der Bezug zur Erforschung der Psyche des Menschen. Schnitzlers Beschreibung der Psychose Roberts sei im Vergleich zum Stand der Psychiatrie von 1917 fortschrittlich, werde jedoch mit der Frage nach der Grenze zur Normalität auf die existentielle Perspektive erweitert, worauf das Schlusswort Leinbachs hinweise.